# 池田政樹
池田 政樹（いけだ まさき）は、江戸時代末期の旗本。通称は鎗三郎。

## 略歴
天保12年（1841年）、3000石の旗本池田政和の次男として江戸にて誕生。
安政6年（1859年）、父の隠居により家督相続し寄合となる。文久元年（1861年）、14代将軍徳川家茂に御目見する。文久3年（1863年）、御使番となる。慶応元年（1865年）、長州征討に出陣する家茂の供をする。明治元年（1868年）、下太夫となる。
明治2年（1872年）死去。